# Bahnhof Schwenningen (Neckar)
Der Bahnhof Schwenningen (Neckar) ist einer von zwei Bahnhöfen in Villingen-Schwenningen. Der andere ist Villingen (Schwarzwald).

## Lage
Der Bahnhof befindet sich am Neckar, südlich der Schwenninger Innenstadt. Er liegt auf 695 Metern über Normalnull an der Bahnstrecke Rottweil–Villingen. Ursprünglich war der Bahnhof 540 Meter lang und bis zu 56 Meter breit. Zur Anlage gehörten ein Stationsgebäude und ein Güterschuppen.
Zusätzlich zum Bahnhof befinden sich in Schwenningen zwei weitere Haltepunkte: Villingen-Schwenningen Eisstadion und Villingen-Schwenningen Hammerstatt.

## Geschichte
Schwenningen verdankt seinen Anschluss an die Eisenbahn dem Erfinder und Unternehmer Johannes Bürk, der in den 1860er Jahren die Streckenführung der Bahnstrecke Rottweil–Villingen über Schwenningen durchgesetzt hatte, um die dortige Uhrenindustrie zu fördern, zu der auch seine eigene Fabrik gehörte. Die ursprünglichen Pläne sahen vor, die Trasse nördlich von Schwenningen über Niedereschach zu führen.
Obwohl der Bahnhof schon 1869 eröffnet worden war, wurde sein Empfangsgebäude erst 1872 fertiggestellt. Bei diesem Bahnhofsgebäude handelte es sich um einen zweigeschossigen Putzbau mit flachem Walmdach, in den ein dreigeschossiger, dreiachsiger Mittelrisalit eingefügt war, der sowohl zur Stadt- als auch zur Gleisseite einen mächtigen Giebel trug. In den Giebel der der Stadt zugewandten Seite war in der Mittelachse eine Normaluhr eingebaut.
Der Bahnhof förderte den wirtschaftlichen Aufschwung Schwenningens als Industriestadt. Die Uhrenindustrie zog Arbeiter von weit her an, unter anderem bis aus dem Stuttgarter Raum. Das erklärt, warum im Jahre 1907 436.410 Reisende gezählt wurden, obwohl Schwenningen erst in diesem Jahr vom Dorf zur Stadt aufgestiegen war.

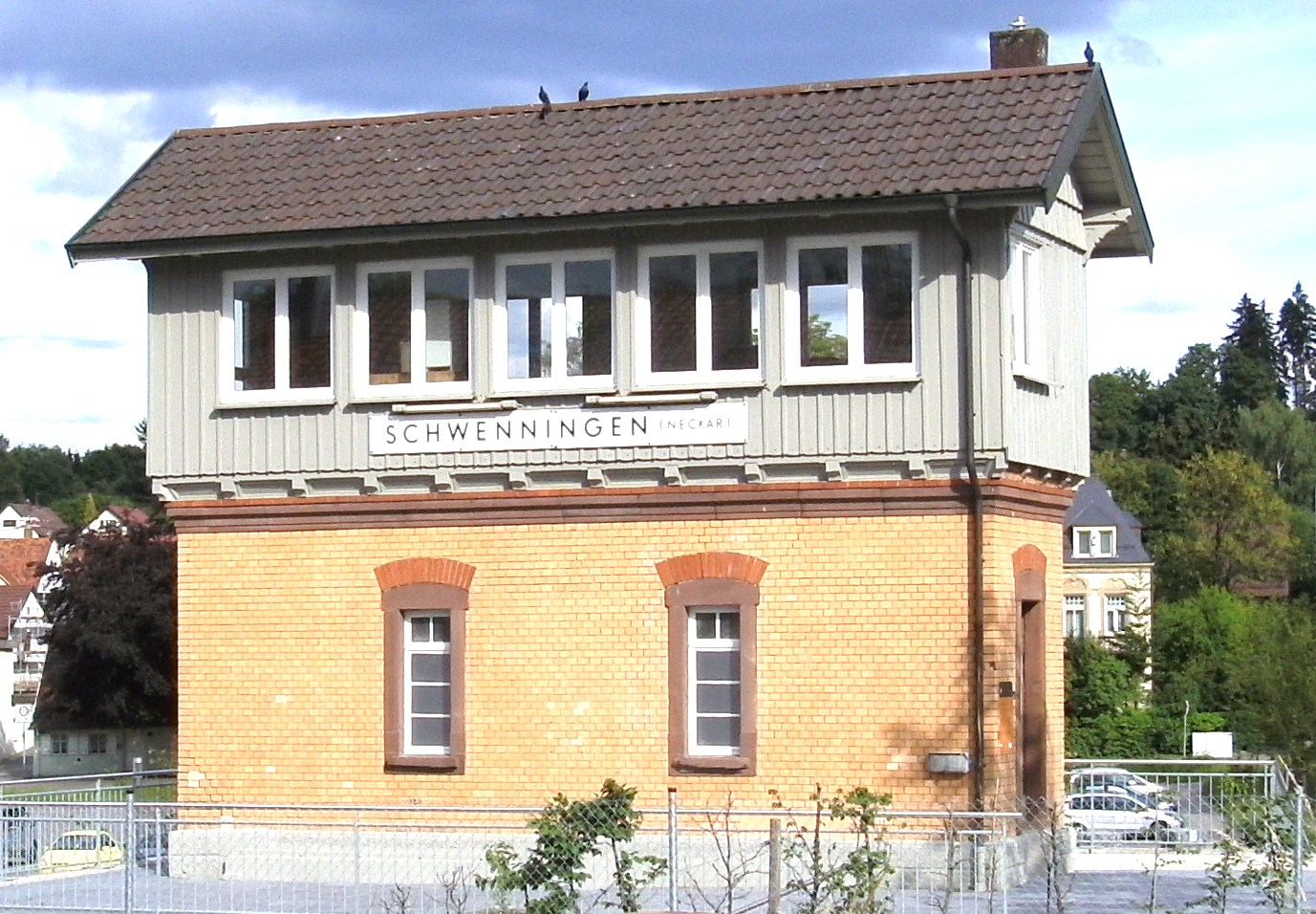
Denkmalgeschütztes Stellwerk von 1869

Zum Bahnhof gehört ein historisches Stellwerk.
Es wurde 1869 errichtet. Hier wurden die Weichen mittels mechanischer Hebel gestellt. Es befindet sich gegenüber dem Empfangsgebäude am Neckar. Das Gebäude wird nicht mehr für den Bahnbetrieb genutzt, steht aber unter Denkmalschutz.
Der Bahnhof war wegen der industriellen Bedeutung Schwenningens während des Zweiten Weltkrieges mehrmals Ziel alliierter Luftangriffe. In den letzten Kriegsmonaten im Jahr 1945 kam es dabei zu erheblichen Zerstörungen am Bahnhofsgebäude und an den Gleisanlagen.
1957 beschloss der Gemeinderat der Stadt Schwenningen, das beschädigte Bahnhofsgebäude abzureißen und ein neues Empfangsgebäude zu bauen. Dieser Bau wurde in den Jahren 1959–1960 errichtet. Es handelt sich um einen qualitätvollen zeittypischen Bau der Moderne; markant sind die über zwei Stockwerke durchgehende Glaswand des Eingangsbereichs, die an ihrer Flanke die große Uhr trägt, das leichte Vordach und der kleine vom Dach abgesetzte Uhrturm.
Westlich des Empfangsgebäudes, auf der ihm gegenüberliegenden Seite der Gleise, befanden sich einst Gebäude des Güterbahnhofs. Nach der Altlastensanierung des Areals und Entschärfung der letzten bekannten Blindgänger konnte das Gelände für die Landesgartenschau Villingen-Schwenningen 2010 verwendet werden. Dabei wurde die Fußgängerunterführung, die einst das Empfangsgebäude mit der Neckarstraße verband, verkürzt. Sie reicht nur noch bis hinter den zweiten Bahnsteig und das Stellwerk, das mit einem neuen Sockel gesichert wurde.

## Verkehr heute
Nach dem Zweiten Weltkrieg führte der Strukturwandel zum weitgehenden Niedergang der Schwenninger Uhrenindustrie. Seitdem hat der Bahnhof seine überregionale Verkehrsbedeutung verloren. Stattdessen hat sich der Bahnhof Villingen (Schwarzw) als überregionaler Bahnhof der gesamten Stadt Villingen-Schwenningen etabliert. Personenzüge der Deutschen Bahn verkehren in Schwenningen nur noch gelegentlich.
Stündlich bedient die Linie RB42 (Bräunlingen – Villingen – Rottweil) der SWEG als Ringzug den Bahnhof. Hinzu kommen Verstärker sowie ein tägliches Zugpaar der Deutschen Bahn in Tagesrandlage.
Mit der geplanten Elektrifizierung der Bahnstrecke Rottweil–Villingen ist es auch geplant, den Schwenninger Bahnhof auszubauen. Des Weiteren ist eine Metropolexpress-Verbindung von Villingen über Schwenningen und Rottweil nach Stuttgart geplant.
| Linie            | Verlauf | Frequenz                                  | Betreiber |
| ---------------- | --- | ----------------------------------------- | --------- |
| RE 42            | Villingen (Schwarzw) – Schwenningen (Neckar) – Trossingen Bahnhof – Rottweil                                                                                                  | Einzelne Verstärker zur Hauptverkehrszeit | SWEG      |
| RB 42            | Bräunlingen – Donaueschingen – Villingen (Schwarzw) – Schwenningen (Neckar) – Trossingen Bahnhof – Rottweil – Spaichingen – Tuttlingen – Immendingen – Blumberg-Zollhaus      | 60 min                                    | SWEG      |
| RB 42RE 14a      | Villingen (Schwarzw) – Schwenningen (Neckar) – Trossingen Bahnhof – Rottweil – Horb – Eutingen – Herrenberg                                                                   | Ein Zug abends                            | DB Regio  |
| RB 14aRB 42RE 55 | Eutingen – Horb – Rottweil – Trossingen Bahnhof – Schwenningen (Neckar) – Villingen(Schwarzw) (– Donaueschingen – Tuttlingen – Sigmaringen – Riedlingen – Schelklingen – Ulm) | Ein Zug morgens                           | DB Regio  |